# Foomii
foomii（フーミー）とは、株式会社フーミーが運営するウェブマガジン配信サービスである。

## 概要
ウェブマガジン配信プラットフォーム「foomii」は、インターネットを介してコンテンツ執筆者が情報発信するサービス。2010年6月にサービス開始。